# Bomarea hieronymi
Bomarea hieronymi är en alströmeriaväxtart som beskrevs av Ferdinand Albin Pax. Bomarea hieronymi ingår i släktet Bomarea och familjen alströmeriaväxter. Inga underarter finns listade i Catalogue of Life.